# Aniba intermedia
Aniba intermedia är en lagerväxtart som först beskrevs av Carl Daniel Friedrich Meisner, och fick sitt nu gällande namn av Carl Christian Mez. Aniba intermedia ingår i släktet Aniba och familjen lagerväxter. Inga underarter finns listade i Catalogue of Life.